# Чёрные бушлаты (игра)
«Чёрные бушлаты» (в западном издании Men of War: Red Tide) — компьютерная игра, стратегия в реальном времени. Сиквел игры Men of War. Игра разработана компанией 1С на  движке GEM Engine по лицензии компании Best Way. Игра на российском рынке выпущена компанией 1С 14 августа 2009 года. Концепция игры и сценарий разрабатывались Александром Зоричем. Игрок выступает за солдата советской морской пехоты Черноморского флота. В серию также включены арсеналы еще двух стран — Италии и Румынии.

## Игровой процесс
Большинство особенностей геймплея первых «В тылу врага» были повторно использованы в «Чёрных бушлатах», с рядом исправлений и доработок. В режиме кампании миссии, как правило, длиннее и сложнее, чем в его предшественнике. Единственная играбельная фракция в режиме кампании — Советский Союз. Другие фракции (Италия, Германия и Румыния) могут быть использованы в редакторе. «Чёрные бушлаты» не предусматривает многопользовательский режим. Существует также большая историческая энциклопедия с информацией о Черноморском флоте и боях за Одессу, Севастополь и так далее.

## Сюжет
Игра о подвигах советских морских пехотинцев представляет масштабные битвы, проходившие на Чёрном море во времена Второй мировой. Высадка десанта под Феодосией, оборона Севастополя, Одессы и Малой Земли, подвиг роты Константина Ольшанского и оккупация румынских портов — лишь некоторые из них. Игра включает в себя 6 кампаний, каждая из которых представляет собой одно или несколько сражений, начиная с введения. Первая миссия кампании также имеет введение, информирующее игрока об исторической ситуации.

## Критика
| Сводный рейтинг       | Сводный рейтинг |
| Агрегатор             | Оценка          |
| --------------------- | --------------- |
| GameRankings          | 75,43%          |
| Metacritic            | 77/100.         |
| Иноязычные издания    |                 |
| Издание               | Оценка          |
| GameStar              | 77/100          |
| Русскоязычные издания |                 |
| Издание               | Оценка          |
| 3DNews                | 8/10            |
| Absolute Games        | 75%.            |
| StopGame.ru           | «Изумительно»   |
| «Домашний ПК»         | [ 8 ]           |
| «Игромания»           | 7,5/10          |
| «НИМ»                 | 8,3/10          |
| «Страна игр»          | 8/10            |

«В тылу врага: Чёрные бушлаты» получила смешанные отзывы. Средний балл игры на Metacritic составляет 77 из 100 на основе семи рецензий. Михаил Хромов из Absolute Games оценил игру в 75 баллов, отметив, что «хорошая однопользовательская кампания в наши дни — редкость». Джим Россиньоль из Rock, Paper, Shotgun похвалил озвучку в игре.